# رمش (فنوج)
رمش، روستایی در دهستان کتیج بخش کتیج شهرستان فنوج در استان سیستان و بلوچستان ایران است.

## جمعیت
بر پایه سرشماری عمومی نفوس و مسکن در سال ۱۳۹۵، جمعیت این روستا برابر با ۷۰۲ نفر (۱۶۹ خانوار) بوده‌است.